# Maïs (couleur)
Pour les articles homonymes, voir Maïs (homonymie).

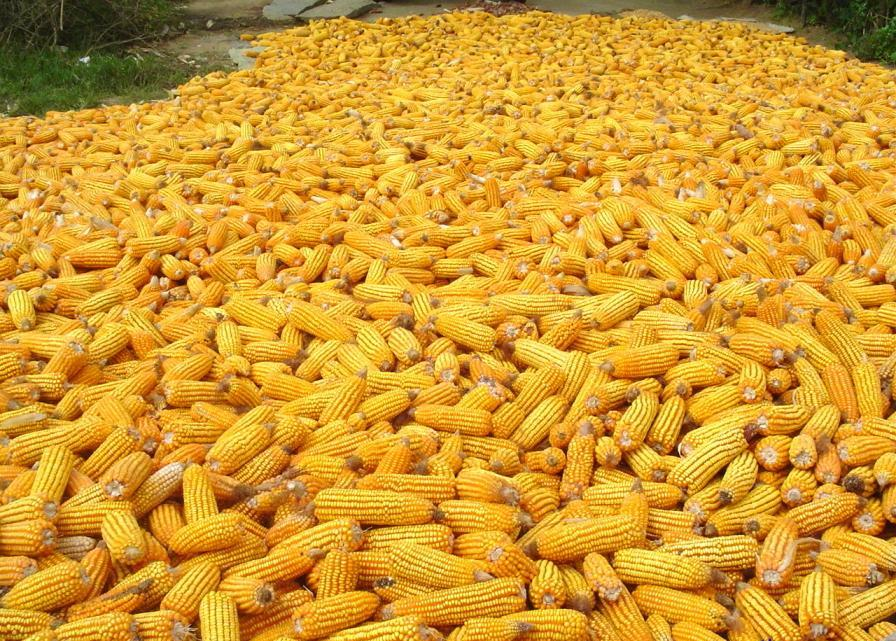
Tas d'épis de maïs.

Maïs est un nom de couleur en usage dans les domaines de la mode et de la décoration, en référence au jaune-orangé des épis de maïs de la variété la plus courante, ou de la paille de cette céréale.
Le nuancier RAL indique RAL 1006.
Dans les nuanciers commerciaux, on trouve, en papier de couleur 470 maïs ; en fil à broder 3820 maïs.

## Histoire
Au XIXe siècle, Michel-Eugène Chevreul a entrepris de situer les couleurs les unes par rapport aux autres et par rapport aux raies de Fraunhofer. Il cite « Maïs » parmi les « Noms de couleur le plus fréquemment usités dans la conversation et dans les livres » et le cote 1 orangé-jaune 7 ton ou 3 orangé-jaune 6 ton, sans rabat, c'est-à-dire sans ajout de gris. Il s'agit des épis ; mais le tissu de soie de Tuvée est 2 orangé-jaune 4 ton, tandis que le 1 orangé-jaune est, à une petite différence de clarté près, la couleur Aurore du même fabricant ; tandis que son concurrent Guinon produit un maïs 3 orangé-jaune 4 ton.
Le Répertoire de couleurs de la Société des chrysanthémistes publié en 1905 indique quatre tons, plus ou moins pâles, pour le jaune maïs, « couleur de la belle paille de maïs à l'état sec », et donne comme synonymes français le jaune brillant du marchand de couleurs Bourgeois, jaune ocreux et jaune bistré.